# Driebes
Driebes – gmina w Hiszpanii, w prowincji Guadalajara, w Kastylii-La Mancha, o powierzchni 37,91 km². W 2011 roku gmina liczyła 433 mieszkańców.